# ليونيل كارديناس
ليونيل كارديناس (بالإسبانية: Leonel Cárdenas)‏ هو لاعب إسكواش مكسيكي، ولد في 8 فبراير 2000 في تلانيبانتلا دي باز في المكسيك.

## وصلات خارجية
- ليونيل كارديناس على موقع الاتحاد الدولي لمحترفي الاسكواش (مؤرشف) (الإنجليزية)
- ليونيل كارديناس على موقع SquashInfo.com (الإنجليزية)